# Hadena melanochrea
Hadena melanochrea là một loài bướm đêm trong họ Noctuidae.